# ميشيل سيما
ميشيل سيما هو مصور بيلاروسي، ولد في 20 مايو 1912 في سلونيم في روسيا البيضاء، وتوفي في 12 أبريل 1987 في Tauriers ‏ في فرنسا.